# U-waarde
De U-waarde (vroeger de K-waarde) drukt de hoeveelheid warmte uit die in de tijd per m² en per graad temperatuurverschil tussen de ene en de andere zijde van een wand(constructie) doorgelaten wordt. De U-waarde wordt ook warmtedoorgangscoëfficiënt genoemd.
De waarde geeft de mate van warmtegeleiding aan van een wand inclusief eventuele vensters: een hoge U-waarde betekent een thermisch slecht isolerende wand, een lage U-waarde betekent een thermisch goed isolerende wand. De eenheid voor de U-waarde is W/(m²·K).

## Warmtestroom

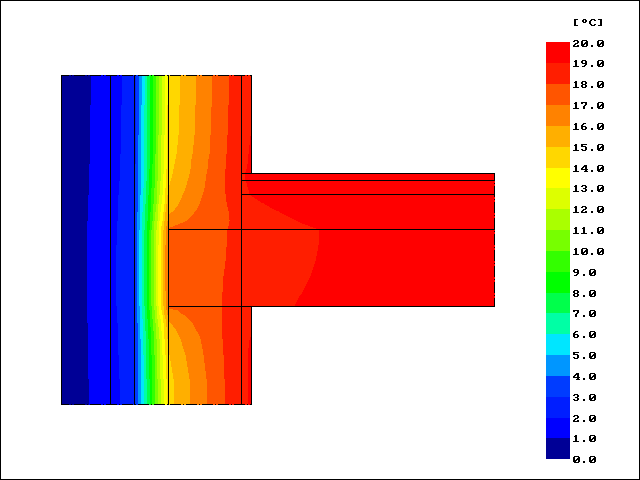
Berekend temperatuurverloop in overgang muur-vloer

De warmtestroom door een wand kan berekend worden met:
{\displaystyle Q_{\text{w}}=U\cdot A\cdot \Delta T}
Qw de warmtestroom (het warmteverlies) in watt
A het oppervlak van de wand in m² en
ΔT het verschil tussen de temperatuur aan de ene en de andere zijde van de wand in kelvin of graden Celsius (aangezien het een temperatuurverschil is en geen absolute temperatuur mag zowel °C als K gebruikt worden).
De U-waarde is een wat verwarrende waarde. Het kan gemakkelijker zijn om gebruik te maken van de omgekeerde waarde:
{\displaystyle R_{\text{w}}={\frac {1}{U}}}
Daarin is Rw (in m²·K/W) de warmteweerstand van een wand per vierkante meter en per graad temperatuurverschil.
| De overeenkomst met een elektrische weerstand en de berekening van een elektrische stroom is dan duidelijk. De elektrische stroom door een weerstand wordt berekend met de wet van Ohm: {\displaystyle I={\frac {U_{\text{a}}-U_{\text{b}}}{R}}} I elektrische stroom (A) Ua en Ub elektrische spanning (V) R elektrische weerstand (Ω) Door gebruik te maken van het elektrisch analogon worden berekeningen vaak wat duidelijker. |

De warmtestroom door een wand (uitgedrukt in watt) bij een bepaald temperatuurverschil tussen beide zijden van de wand wordt berekend als:
{\displaystyle Q_{\text{w}}={\frac {(T_{\text{a}}-T_{\text{b}})\cdot A}{R_{\text{w}}}}}
Qw de warmtestroom door de wand in watt
Ta en Tb de temperatuur aan weerszijden van de wand in kelvin of graden Celsius
Rw de warmteweerstand van de wand in m²·K/W.
A de oppervlakte van het stuk wand waarvoor de warmtestroom berekend wordt in m²
Het totale warmteverlies door een wand kan dan berekend worden door in de bovenstaande berekening voor A de totale oppervlakte van de wand in m² te nemen.
Om de Q-waarde in kWh te berekenen moet worden aangenomen dat de tijd waarover in dit artikel wordt gesproken een uur wordt bedoeld. Voor de berekening in m³ gas mag worden aangenomen dat 1 m³ gas ongeveer 9,77 kWh energie bevat.

## Theoretische bepaling U-waarde
De warmtedoorgangscoëfficiënt van een eenvoudige wand kan bepaald worden door de warmteweerstand van de lagen waaruit een wand opgebouwd is op te tellen en daarvan de omgekeerde waarde vast te stellen. Bij ingewikkelder situaties (combinatie van raam en kozijn) moet de warmteweerstand met de eindige-elementenmethode berekend worden. De berekende waarden van veel gebruikte constructies worden in tabellen, zogenaamde koude-atlassen, vermeld.
Berekening van de warmteweerstand Rw, waarmee de U-waarde wordt vastgesteld :
{\displaystyle R_{\text{w}}=R_{\text{i}}+R_{1}+R_{2}...+R_{n}+R_{\text{u}}}
Rw de berekende warmteweerstand van de wand (de totale constructie)
Ri de warmteweerstand van het luchtlaagje aan de ene zijde van de wand
Ru de warmteweerstand van het luchtlaagje aan de andere zijde van de wand
R1 tot en met Rn de warmteweerstanden van de lagen waaruit de wand is samengesteld.
Aan elke zijde van de wand bevindt zich een dun luchtlaagje, waarin een gecompliceerde beweging plaatsvindt. De dikte en daarmee de warmteweerstand van dit luchtlaagje is afhankelijk van de omstandigheden. Voor de buitenzijde van een wand (buitenzijde buitenmuur) wordt als rekenwaarde de waarde 0,04 m²·K/W gebruikt en voor de binnenzijde van een wand (binnenzijde buitenmuur) een waarde van 0,13 m²·K/W.
Voor een buitenmuur (ene zijde binnen en andere zijde buiten) wordt de warmteweerstand berekend met:
{\displaystyle R_{\text{w}}=0,13+R_{1}+R_{2}...+R_{n}+0{,}04}
Voor een binnenmuur (beide zijden binnen) wordt de warmteweerstand berekend met:
{\displaystyle R_{\text{w}}=0,13+R_{1}+R_{2}...+R_{n}+0{,}13}

### Warmteweerstand van een laag
De warmteweerstand van een laag materiaal is afhankelijk van de thermische geleidbaarheid en de dikte van de laag. De warmteweerstand van een laag wordt bepaald met:
{\displaystyle R={\frac {d}{\lambda }}}
R de warmteweerstand in m²·K/W
d de dikte van de laag in m
λ de thermische geleidbaarheid in W/(m·K) van het materiaal van de laag.
De thermische geleidbaarheid van een materiaal kan opgezocht worden in tabellen met de eigenschappen van diverse materialen. Soms is in deze tabellen nog de oude aanduiding kcal/(m·h·C) gebruikt. Dit is eenvoudig om te rekenen met:
{\displaystyle \lambda } in kcal/(m·h·C) . {\displaystyle {\frac {4{,}19}{3{,}6}}=\lambda } in W/(m·K)

### Warmteoverdracht door convectie (luchtstroming) en straling
Bij de eenvoudige warmteverliesberekeningen (bij relatief lage temperaturen) waarin van de U-waarden van de wanden gebruik wordt gemaakt, worden warmteoverdracht door convectie en straling buiten beschouwing gelaten.
Daarover meer bij warmteoverdracht

### Voorbeeld
In dit voorbeeld wordt de U-waarde van een buitenmuur berekend. De buitenmuur is opgebouwd uit de volgende lagen:
Laag 1: Verdicht gewapend beton, λ = 2,38 W/(m·K), dikte = 0,09 m
Laag 2: Isolatie, λ = 0,0326 W/(m·K), dikte = 0,045 m
Laag 3: Licht beton, λ = 0,89 W/(m·K), dikte = 0,15 m
De warmteweerstand van elke laag is dan:
Laag 1: {\displaystyle R_{1}={\frac {0{,}09}{2{,}38}}=0{,}0378} m²·K/W
Laag 2: {\displaystyle R_{2}={\frac {0{,}045}{0{,}0326}}=1{,}3804} m²·K/W
Laag 3: {\displaystyle R_{3}={\frac {0{,}15}{0{,}89}}=0{,}1685} m²·K/W
Hiermee kunnen we de totale warmteweerstand van de wand berekenen (vergeet hierbij niet het luchtlaagje aan beide zijden van de wand):
{\displaystyle R_{\text{w}}=0{,}13+0{,}0378+1{,}3804+0{,}1685+0{,}04=1{,}757} m²·K/W
De U-waarde is dan:
{\displaystyle U={\frac {1}{1{,}757}}=0{,}57} W/(m²·K)

## Empirische bepaling van de U-waarde
Een nauwkeurige bepaling van de U-waarde is cruciaal voor de certificering van bouwmateriaal. In opdracht van producenten wordt door laboratoria en onderzoeksinstituten zeer nauwkeurig getest om gelijke omstandigheden te kunnen garanderen. Daarnaast zijn er nog verschillende andere methodes om de U-waarde van gebouwisolatie ter plaatse (in-situ) te bepalen: thermografie, temperatuurmetingen en de warmtestroommeting.

### Thermografie

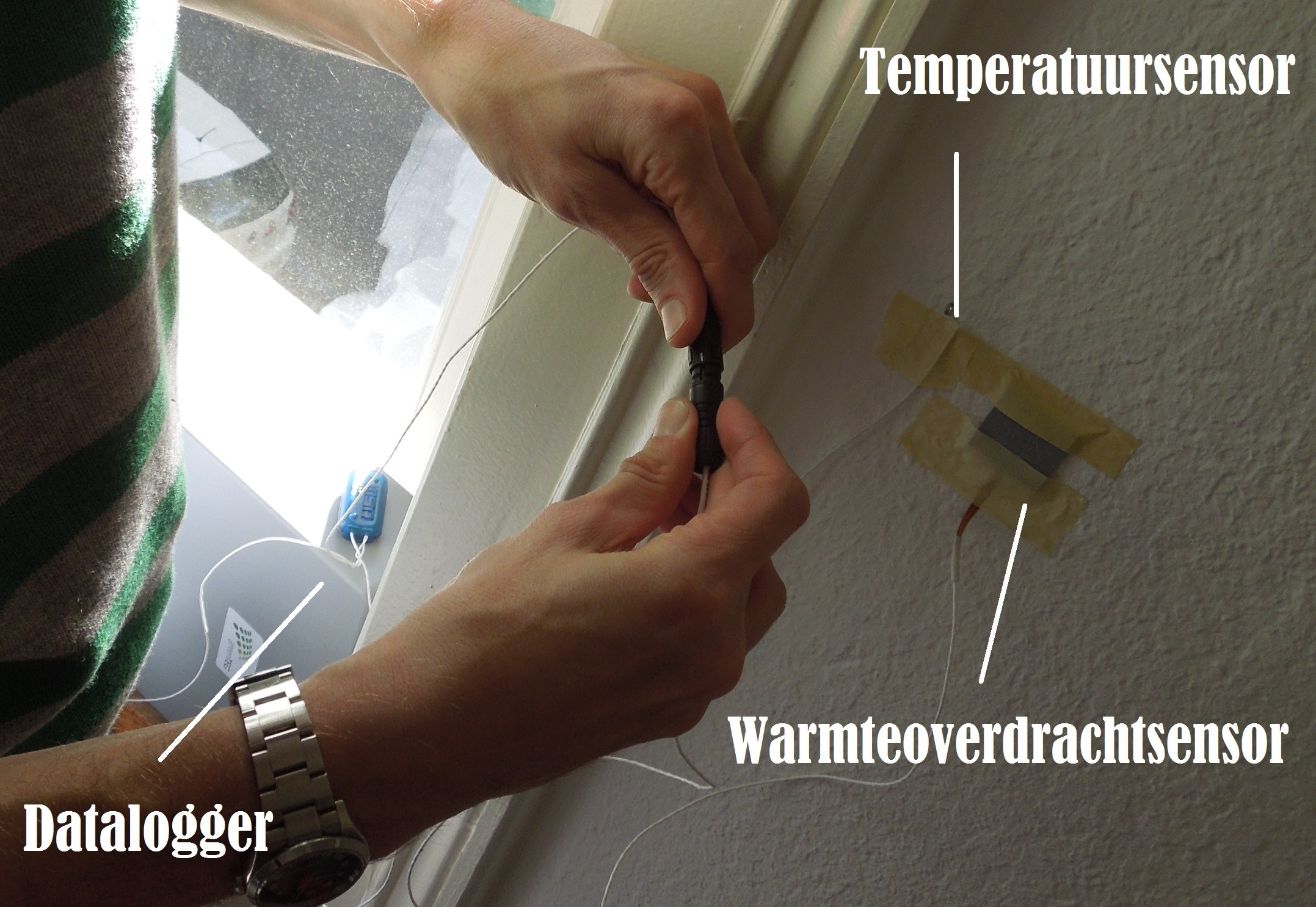
Meetopstelling warmtestroommeting

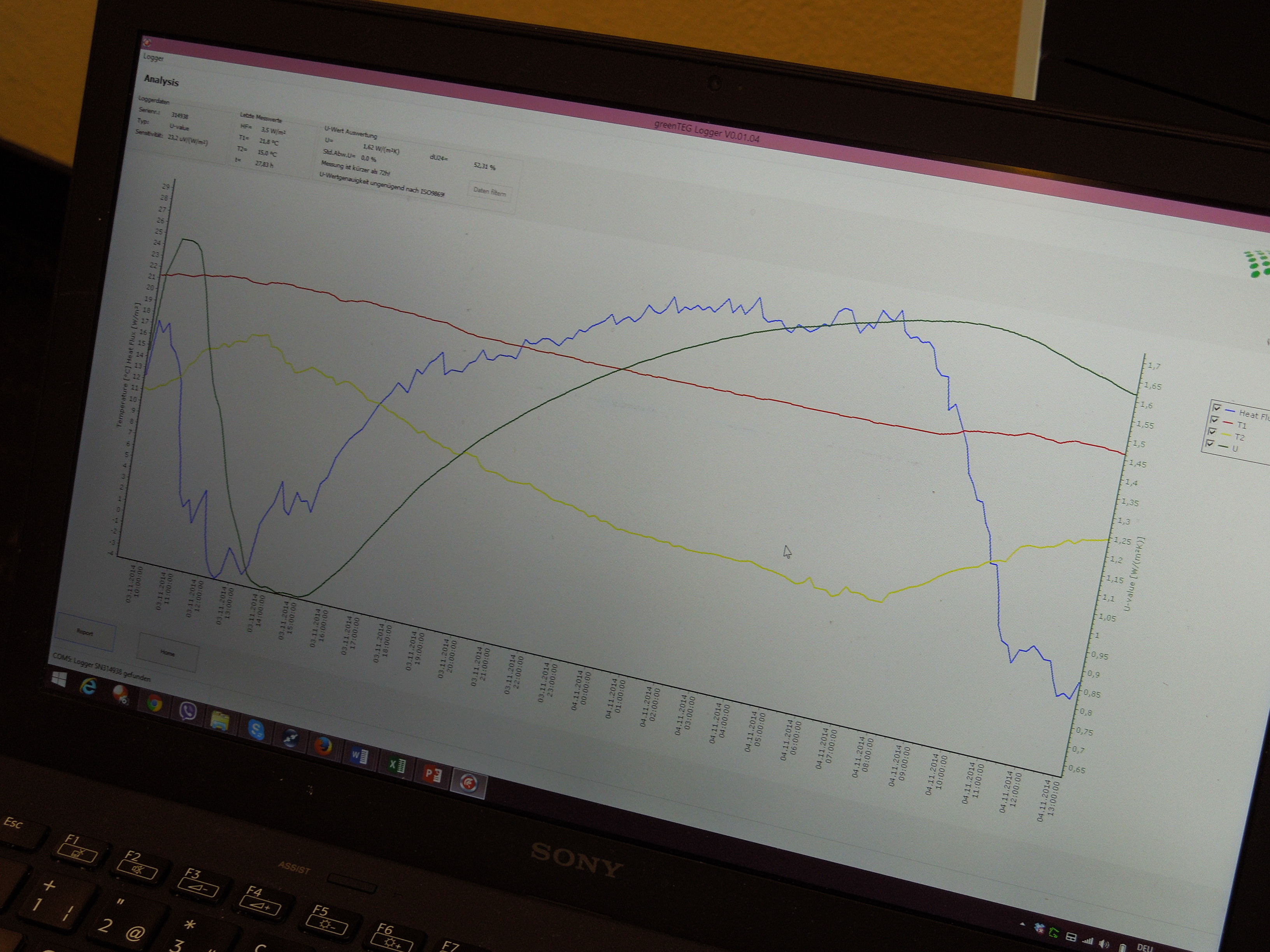
Meetresultaten warmtestroommeting

Thermografie wordt in de bebouwde omgeving toegepast om de kwaliteit van de thermische isolatie te beoordelen. Door middel van een thermische camera kunnen koudebruggen en inhomogene isolatielagen in kaart worden gebracht. De thermische camera geeft echter geen kwantitatieve data. Daarom kan deze techniek slechts worden toegepast voor benadering van de U-waarde.

### Temperatuurmetingen
Door de data van een groot aantal temperatuurmetingen aan zowel de binnen- als de buitenzijde van een muur of raam te combineren, kan met behulp van enkele aannames de U-waarde van het bouwelement worden benaderd. Voor betrouwbare uitkomsten moet aan de volgende voorwaarden worden voldaan:
- Verschil tussen binnen- en buitentemperatuur, optimaal > 15 K
- Constante omstandigheden
- Geen zoninstraling
- Geen stralingswarmte in meetbereik

### Warmtestroommeting
De U-waarde is ook te berekenen door middel van een warmtestroomsensor in combinatie met twee temperatuursensors. Door de warmte te meten die per seconde door een bouwelement gaat en dit te combineren met de binnen- en buitentemperatuur kan de U-waarde empirisch bepaald worden. Een meettijd van 72 uur en een temperatuurverschil van ten minste 5 °C is noodzakelijk voor een betrouwbare meting conform de normen (ISO 9869) maar kortere meettijden geven ook al een goede indicatie van de U-waarde. De meting kan door middel van de juiste software live worden gevolgd via een laptop en de verkregen data kunnen gebruikt worden voor verdere berekeningen.